# يوتو سوزوكي
يوتو سوزوكي (باليابانية: 鈴木 雄斗) (7 ديسمبر 1993 في كاناغاوا في اليابان – )؛ هو لاعب كرة قدم ياباني سابق كان يلعب كلاعب وسط.

## وصلات خارجية
- يوتو سوزوكي على موقع رابطة كرة القدم اليابانية للمحترفين (اليابانية)
- يوتو سوزوكي على موقع قاعدة بيانات كرة القدم.إي يو (الإنجليزية)
- يوتو سوزوكي على موقع Soccerway.com (الإنجليزية)
- يوتو سوزوكي على موقع عالم كرة القدم.نت (الإنجليزية)